# Estação Padre João Maria
A Estação Padre João Maria é uma das estações do Sistema de Trens Urbanos de Natal, situada em Natal, entre a Estação Alecrim II e a Estação Bom Pastor. Faz parte da Linha Sul.
Foi inaugurada em 1 de dezembro de 1955. Localiza-se na Rua Cônego Monte. Atende o bairro de Quintas.